# Steve Bartek
Steven "Steve" Bartek (Garfield Heights, Ohio, Estados Unidos, 30 de Janeiro de 1952) é um compositor estadunidense, é ex-integrante da banda de rock Oingo Boingo onde era guitarrista.
Como compositor, produziu trilhas de filmes e séries de TV além de ser o principal orquestrador das trilhas de Danny Elfman, que foi seu colega de banda no Oingo Boingo.